# Luisa Carnés
Luisa Genoveva Carnes Caballero, nota anche con gli pseudonimi di Clarita Montes e Natalia Valle (Madrid, 3 gennaio 1905 – Città del Messico, 12 marzo 1964), è stata una scrittrice e giornalista spagnola, appartenente alla Generazione del '27.
Costretta a causa del suo impegno repubblicano ad abbandonare la Spagna nel 1939, fece parte della comunità degli esiliati in Messico, distinguendosi per il suo impegno politico e giornalistico. Qui morì nel 1964, senza fare ritorno in patria.
La sua produzione ammonta a una dozzina di romanzi, oltre sessanta racconti, decine di opere teatrali e centinaia di articoli e reportage.
Apprezzata dalla critica spagnola negli anni Trenta del Novecento e in seguito dimenticata, è stata riscoperta negli ultimi decenni del Novecento grazie alla nuova attenzione posta alla letteratura femminile dell’esilio repubblicano e ad alcuni studi pioneristici sulla sua opera. La sua produzione, in parte inedita, è stata riportata alla luce e pubblicata in Spagna a partire dai primi anni del XXI secolo. Quello che viene generalmente ritenuto il suo migliore romanzo, Tea Rooms, ripubblicato nel 2016 e tradotto in diversi paesi, fra cui l'Italia, ha riscontrato un forte successo di pubblico, grazie alla modernità dei temi trattati.

## Biografia
(Luisa Carnés, Tea rooms, operaie della ristorazione, 1934 (trad. it. 2021))
Luisa Carnés nacque il 3 gennaio 1905 da un'umile famiglia madrilena nel quartiere popolare di Las Letras (allora chiamato las Musas, o Huertas). Il padre, Luis Carnés, era un barbiere e la madre, Rosario Caballero, una sarta che lasciò il proprio lavoro per prendersi cura di sei figli, di cui Luisa era la maggiore.
Le difficoltà economiche della sua famiglia la costrinsero a lasciare all'età di undici anni il collegio religioso gestito dalle suore della congregazione Hijas de Cristo, allora frequentato, per diventare apprendista cappellaia presso il laboratorio della zia, lavoro che avrebbe abbandonato dopo circa sei-sette anni per prendere servizio in una pasticceria.
Coltivò la sua passione per la lettura nutrendosi dei romanzi a puntate pubblicati nei giornali e nei libri presi in prestito o in scambio nelle librerie popolari; da autodidatta scoprì Dickens, Cervantes, Dostoevskij, Tolstoj e iniziò a desiderare di intraprendere la carriera di scrittrice.

### Carriera letteraria
Nel 1926 pubblicò il suo primo racconto, Mar Adentro, sulla rivista La Voz di Madrid. Nel 1928 uscì la sua prima raccolta di racconti, Peregrinos de Calvario, che riuniva tre romanzi brevi (El pintor de los bellos horrores, El otro amor, La ciudad dormida), dai quali traspare l'influenza di Dostoevskij, Tolstoj e del romanzo popolare. Nel 1930 uscì il suo primo romanzo, Natacha, nome della protagonista del libro, una giovane madrilena che lavora come operaia tessile in un laboratorio. Queste prime due opere vennero entrambe pubblicate dalla Compañía Iberoamericana de Publicaciones (CIAP), presso cui Luisa, intorno al 1928, aveva trovato lavoro come dattilografa e dove conobbe il marito, l'illustratore Ramón Puyol (1907-1981), autore del celebre manifesto repubblicano diffuso durante la guerra civile ¡No pasarán!
Il favore con cui la critica accolse Natacha aprì alla neoscrittrice nuove opportunità: nell'inverno del 1930 la CIAP le affidò l'incarico di scrivere il prologo a due opere di Tolstoj e di Gogol nella collana Bibliotecas Populares Cervantes. Nello stesso anno iniziò la sua collaborazione nella rivista Estampa, pubblicando articoli, interviste, racconti.
Nel 1931, lo stesso anno in cui Luisa diede alla luce il suo unico figlio, Ramón, fallì l'editore CIAP presso cui lavorava con il marito e la coppia si trasferì da Madrid ad Algeciras, città natale di Puyol.

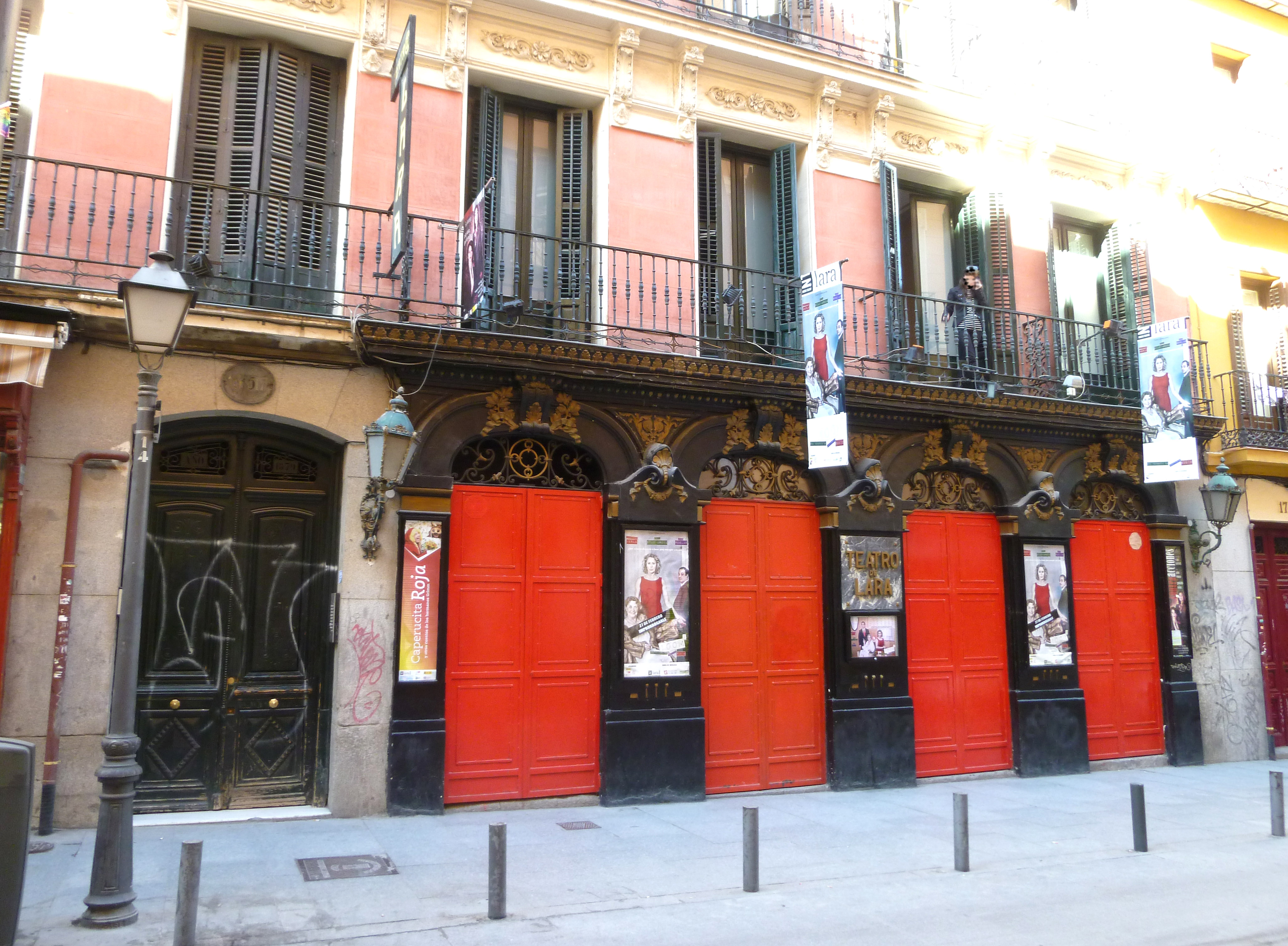
Il Teatro Lara (Madrid) nel 1936 divenne un teatro agit-prop. Alcuni degli autori rappresentati erano Rafael Alberti, Luisa Carnés, César e Irene Falcón.

Nel 1933, tornata sola a Madrid mentre il marito era a Mosca per un lavoro al Teatro Nazionale con la compagnia di César Falcón, continuò la sua collaborazione con Estampa; scrisse due brevi racconti, Tres estampas andaluzas (terminato nel 1941 in Messico con il titolo Un día negro) e Olivos, quest'ultimo sul tema dello sfruttamento dei contadini andalusi, e continuò la scrittura di Olor de Santidad (o Fusilamiento de Alonso Quijano), dedicato alla memoria del fratello del marito, Miguel Puyol, giornalista andaluso fucilato nel 1936 ad Algeciras "dallo stesso piombo che uccise García Lorca a Granada”, iniziato nel 1931 e successivamente rivisto e corretto in Messico negli anni Quaranta e rimasto inedito.
Per mantenersi trovò un secondo lavoro come cameriera in una sala da tè, un'esperienza che avrebbe ispirato la scrittura del suo libro più famoso, Tea Rooms. Mujeres obreras, pubblicato nel 1934, il cui sottotitolo, "novela reportaje" rivelava l'intenzione di offrire un quadro dettagliato, quasi da inchiesta giornalistica, sulle condizioni di lavoro della manodopera femminile nei caffè dell'epoca. Tea Rooms, di forte impegno sociale, "figlio dei forti dibattiti sorti durante la Seconda Repubblica", ha per protagonista la giovane Matilde, commessa in una distinta caffetteria del centro di Madrid. Carnés intende denunciare le condizioni di sfruttamento cui erano sottoposte le donne lavoratrici, la disparità salariale rispetto agli uomini, la situazione di alienazione che rendeva le cameriere incapaci di comprendere e di modificare la propria realtà lavorativa, difendendo nello stesso tempo il valore emancipatorio dell'istruzione e del lavoro femminile e il nuovo modello di "donna moderna". In Tea Rooms i temi toccati risultano di forte impatto per la loro modernità: "le differenze generazionali, le molestie sul posto di lavoro, i diritti dei lavoratori, la mancanza di solidarietà fra le donne a causa di problemi di classe, la prostituzione legata alla povertà", così come le questioni del matrimonio, divorzio, maternità, aborto.
Nel 1936, all'inizio della Guerra Civile, Luisa Carnés sperimentò la scrittura teatrale con il dramma Así empezar, andato in scena il 22 ottobre al Teatro Lara di Madrid, sede dell'attività di Altavoz del Frente, insieme ad un'opera di Rafael Alberti, Bazar de la providencia, e La conquista de la Prensa di Irene Falcón.
Negli anni Trenta la critica iniziò a considerarla come una delle autrici con maggiori doti letterarie fra gli scrittori del tempo, collocandola come importanza "tra Concha Espina e Rosa Chacel".

### Attività giornalistica

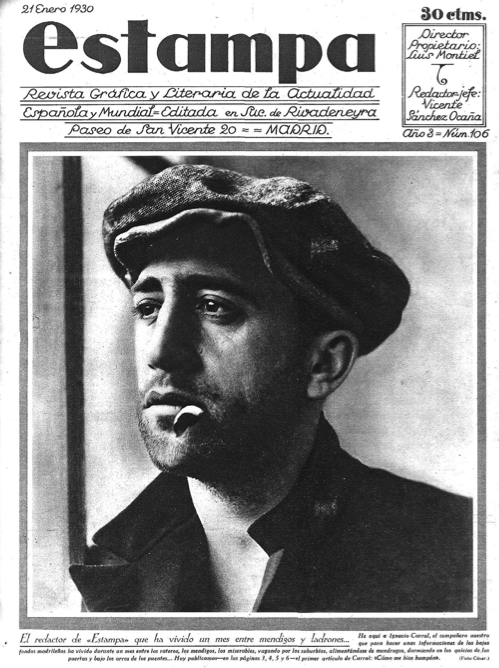
Estampa è una delle riviste spagnole con cui Lucia Carnés collaborò maggiormente, pubblicando oltre 120 articoli

Fin dall'inizio degli anni Trenta la scrittrice affiancò all'impegno letterario quello giornalistico, collaborando con varie testate come El Sol, La Voz, La Esfera, Crónica, La Raza e Estampa (1928-1938), quest'ultima la rivista illustrata di maggior tiratura della Spagna del tempo. Nel 1935 si separò dal compagno e nel 1937 si iscrisse al Partito Comunista Spagnolo (PCE), offrendo il suo contributo alla stampa di partito, come Mundo Obrero e Altavoz del Frente, senza cessare la sua collaborazione con Estampa e Ahora.
Nel 1937, con l'avanzare delle truppe di Franco sulla capitale, riparò a Valencia, e da qui a Barcellona, dove sotto lo pseudonimo di Natalia Valle, la protagonista di Natacha, scrisse articoli di diverso contenuto sul quotidiano del PCE Frente Rojo (1937-1939). Attraverso l'attività in questa rivista conobbe il suo secondo marito, lo scrittore e poeta Juan Rejano.
Sotto lo pseudonimo di Natalia Valle collaborò anche al giornale La Hora (1938), edizione nazionale di Ahora pubblicato a Valencia dal 1937.
Secondo lo studio di Anton Plaza, tra il 1934 e il 1939, prima di lasciare la Spagna, Luisa Carnés scrisse circa 260 articoli, quasi uno alla settimana, la maggior parte dei quali, circa 112, pubblicati su Estampa. Il tema maggiormente trattato era quello della questione femminile; gli aspetti affrontati rispecchiavano il nuovo modello di "donna moderna": il lavoro retribuito, la cultura e lo studio, lo sport femminile, il cinema, l'accesso al divorzio. Lo scoppio della guerra civile aggiunse altri contenuti: l'incorporazione delle donne nella lotta armata, la loro partecipazione a numerose attività nelle retrovie, la situazione della popolazione sfollata, la vita nella regione levantina. I due principali generi giornalistici praticati furono l'intervista e il servizio.

### Esilio in Messico
(Luisa Carnés, El eslabón perdido)
Nel gennaio del 1939, con la vittoria del franchismo, Luisa Carnés attraversò il confine con la Francia, rimanendo bloccata per alcuni mesi in un campo profughi a Le Pouliguen, nella regione dei paesi della Loira. Il suo trasferimento a Parigi, dove si trovava il figlio di otto anni, venne ottenuto grazie alla mediazione di Margarita Nelken, in collaborazione con la Junta de Cultura Española. Dopo una breve tappa a New York, a bordo del Veendam giunse il 23 maggio a Città del Messico; il 13 giugno si riunì al compagno Juan Rejano, arrivato a Veracruz via mare con altri 1.600 esuli.

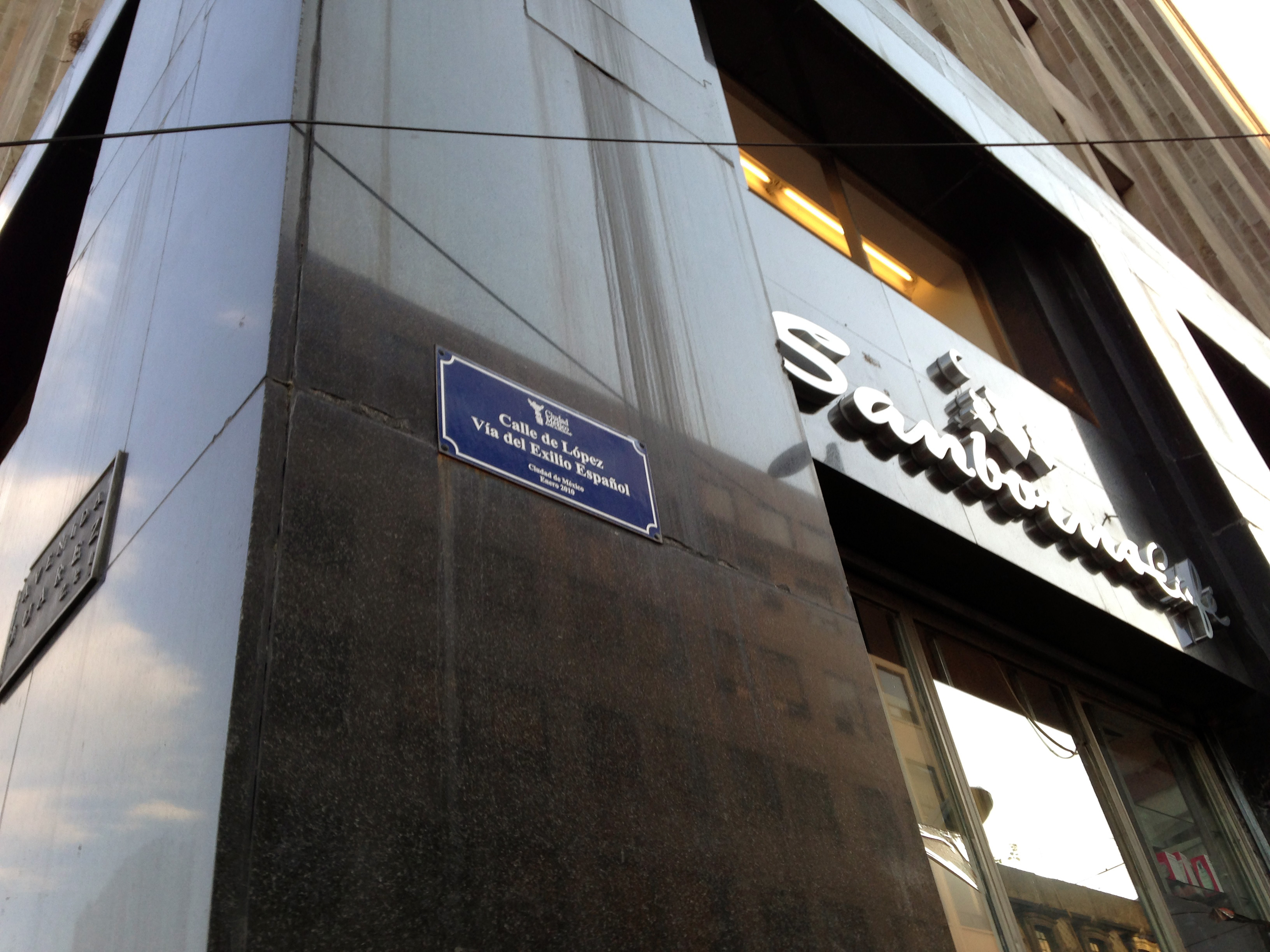
Città del Messico, Calle de López, ribattezzata Vía del Exilio Español

I suoi ultimi mesi in Spagna, così come la sua partenza nel 1939 e il suo arrivo in Messico, sono narrati nella sua opera De Barcelona a la Bretaña francesa, conservata dal figlio e rimasta inedita fino al 2014, quando è stata pubblicata dall'editore madrileno Renacimiento.
In Messico Luisa Carnés si distinse per il suo lavoro di militante comunista. Collaborò regolarmente a varie pubblicazioni, molte delle quali legate all'organizzazione messicana del PCE, come España Popular (1940-1968), Reconquista de España (1944-1946), Juventud de España (1939-1948), Nuestro Tiempo (1949-1953), España y la Paz (1951- 1955). Scrisse in periodici culturali pubblicati dagli esuli repubblicani spagnoli, come Romance (1940-1941), Ars (1942- 1943) e Ultramar (1947), nei quali pubblicò articoli letterari e recensioni di libri.
Iniziò a pubblicare sulla stampa periodica messicana intorno al 1943. Il suo primo articolo, su La Prensa (1943-1961), del febbraio 1943, è scritto sotto lo pseudonimo di Clara Montes. Negli anni seguenti pubblicò su El Nacional (1947-1964) e Novedades, nei cui supplementi letterari uscirono anche diversi suoi racconti, ambientati durante la guerra civile spagnola, o in terra messicana. Il 4 marzo 1941 ricevette la nazionalità messicana.
Negli anni Quaranta la produzione letteraria di Luisa Carnés si fece intensa: nel 1941 terminò un breve romanzo iniziato in Spagna, Tres estampas andaluzas (poi reintitolato Un día negro) e raccolto con altre tre racconti nell'opera inedita La camisa y la virgen del 1942. Nel 1945 pubblicò una biografia sulla poetessa spagnola Rosalía de Castro e terminò Olor de santidad, iniziato nel 1931 ad Algeciras.
Fu direttrice dal 1951 al 1957 di Mujeres españolas (in precedenza denominata Union de Mujeres Antifascistas), edita dall'Unione delle donne spagnole Mariana Pineda e fondata da un gruppo di repubblicane esiliate in Messico negli anni Quaranta.
Nel 1948 terminò il romanzo, Juan Caballero, ispirato alle azioni dei guerriglieri repubblicani nelle retrovie dell'esercito franchista, che ricevette il Premio dei Talleres Gráficos La Nación; l'opera fu pubblicata nel 1956.
A lungo Carnés considerò il suo esilio temporaneo e sperò in un'imminente caduta della dittatura di Franco. Nel 1951, quando gli Stati Uniti fornirono sostegno economico e militare alla Spagna, si rese conto che questa sua speranza non si sarebbe realizzata a breve, e che il Messico sarebbe potuto diventare il paese della sua residenza permanente. Una delle sue prime reazioni fu la decisione di abbandonare lo pseudonimo di Natalia Valle, da lei usato fin ad allora per esprimere il suo stato di "refugiada española", "con i piedi in una terra e il cuore in un'altra".
Negli anni Cinquanta la sua produzione si intensificò: scrisse dei testi sulla rivoluzione messicana, come La puerta cerrada (1956), ancora inedito, e El eslabón perdido, prodotto tra il 1957-1958 e pubblicato postumo in Spagna nel 2002, in cui descrisse l'alienazione e il conflitto generazionale tra gli adulti esuli, alla ricerca di un proprio posto sulla terra che li aveva accolti, e i loro discendenti che non avrebbero mai conosciuto la patria perduta e agognata dai loro genitori.
Sempre in questo stesso decennio compose quattro opere teatrali: Los bancos del Prado, scritta nel 1951-1952, rimasta inedita fino al 2002, che tratta dell'installazione delle basi militari statunitensi in Spagna;  Cumpleaños (1951), un monologo di ispirazione autobiografica; Los vendedores de miedo (1953-1954), ripubblicata in Spagna nel 2002, in cui, sull'onda del dibattito in corso nel PCE in Messico durante la guerra di Corea, Carnés critica l'uso delle armi chimiche; una quarta opera, sulla rivoluzione messicana, pervenuta incompleta.
Complessivamente, durante la sua permanenza in Messico, scrisse una biografia, quattro romanzi, tre romanzi brevi, oltre trenta racconti riuniti nel 2018 nella raccolta Donde brotó el laurel, quattro opere teatrali e due componimenti poetici.

### Morte
Lucia Carnés morì il 12 marzo 1964, all'età di 59 anni, a seguito delle ferite riportate in un incidente d'auto, dopo aver festeggiato l’8 marzo con altre esiliate.
Dopo la sua morte, la sua produzione letteraria ha conosciuto un lungo periodo di oblio, "prima a causa della dittatura franchista, poi a causa dell’ombra in cui è stata lasciata per lungo tempo la letteratura femminile dell’esilio repubblicano".
Dal 2002 gran parte del suo lavoro è stato ripubblicato in Spagna e il romanzo Tea Rooms. Mujeres obreras (1930), ristampato nel 2017, è diventato un libro di culto.
Nel 2019 il Comune di Madrid ha posto una targa commemorativa sull'edificio in cui è nata, in Calle Lope de Vega 31.

## Temi
es traicionar, en mi concepto, nuestro destino de hombres y de escritores»
(Luisa Carnés, Olor de santidad)
Ritenuta una precorritrice del romanzo sociale del periodo precedente la seconda guerra mondiale, i temi ricorrenti nella sua opera, caratterizzata da un forte impegno politico, sono la denuncia dell'emarginazione femminile, in una società in cui il ruolo delle donne rimane secondario, dipendente dall'uomo; il sostegno alla causa della classe operaia, in particolare delle donne lavoratrici; la difesa della legalità repubblicana e la denuncia della dittatura franchista; la cura della memoria dell'esperienza storica e politica vissuta in patria, unita al senso di sradicamento dell'esilio.
Becerra Mayor, uno degli scopritori dell'opera di Luisa Carnés, ha sottolineato come la scrittrice sarebbe stata dimenticata tre volte: "come comunista, come esule e come donna." Rispetto alle altre donne dimenticate della Generazione del '27, Luisa Carnés rappresenterebbe un caso eccezionale, quasi unico, perché non si limiterebbe a dar voce a chi non ha voce, ma incarnerebbe lei stessa "un soggetto subalterno" che prende la parola per raccontare la propria storia e la storia della sua classe. Carnés proietta sui suoi personaggi femminili la propria biografia: le vicende che narra provengono direttamente dalle sue esperienze di donna lavoratrice, di repubblicana e di esule: «Il suo discorso era doppiamente trasgressivo, sovvertito dalla classe e dal genere».
Secondo Francisca Montel Rayo, i temi dell'opera di Luisa Carnés non si esauriscono nell'impegno politico, nella concezione della letteratura come strumento di agitazione e propaganda. In diversi suoi racconti, come La mujer y el perro, scritto probabilmente tra il 1955 e il 1960 e pubblicato postumo, e Sin brújula, la centralità si sposta dal messaggio politico esplicito, ai personaggi. Bambini, donne e uomini di diverse provenienze sociali, spesso sottoposti ad una situazione estrema, ricevono una diversa attenzione, impegnando la scrittrice in una riflessione sulla condizione umana, sulla vita e sulla morte in tempo di guerra.

## Opere principali

### Racconti pubblicati in Spagna
- 1926. Mar adentro (racconto pubblicato su La voz del 22 ottobre 1926)
- 1928. Peregrinos de Calvario, Madrid, Compañía Iberoamericana de Publicaciones (CIAP). Comprende i tre racconti: El pintor de los bellos horrores, El otro amor, La ciudad dormida
- 1930. La señorita número 15 (La Raza, nº 188, 14 de agosto de 1930).
- 1930. 5+3=8 (La Esfera, nº 873, 27 de septiembre de 1930).
- 1930. Una muñeca  (La Voz, nº 3088, 20 de noviembre de 1930).
- 1932. Bronca andaluza (Crónica, nº 163, 11 de diciembre de 1932).
- 1932. Contrabando (Estampa, nº 258, 17 de diciembre de 1932).
- 1933. El único sistema (Estampa, nº 302, 21 de octubre de 1933).

### Romanzi
- 1930. Natacha, Madrid, Compañía Iberoamericana de Publicaciones (CIAP)
- 1934. Tea Rooms. Mujeres obreras (novela reportaje), Madrid, Juan Pueyo
  - Tea Rooms. Operaie della ristorazione, traduzione di Alberto Prunetti, Roma, Edizioni Alegre, 2021, ISBN 9788832067521
- 1956. Juan Caballero

### Biografie
- 1945. Rosalia. Raíz apasionada de Galicia , Hoja de Lata, Asturie, 2018.

### Teatro
- 1936. Así empezar
- 1951. Cumpleaños
- 1951-52. Los bancos del Prado
- 1953-54. Los vendedores de miedo

### Componimenti poetici
- 1946. Salmos al adolescente desterrado
- 1952. Elegía de los siete puñales de la madre

### Pubblicazioni postume

#### Raccolte di racconti
- 2017. Trece cuentos (1931-1963), Gijón, Hoja de Lata
- 2018. Rojo y gris, Sevilla, Espuela de Plata (scritti in Spagna fra il 1924 e il 1939)
- 2018. Donde brotó el Laurel : escritos del exilio, 1940-1964, Sevilla, Espuela de Plata
- 2018. Cuentos completos, Sevilla, Espuela de Plata

#### Teatro
- 2002. Cumpleaños: Los bancos del Prado; Los vendedores de miedo, Madrid, Asociación de Directores de Escena de España

#### Memorie
- 2002. El eslabón perdido, Sevilla, Editorial Renacimiento
- 2014. De Barcelona alla Bretaña francesa: episodios de heroísmo y martirio de la evacuación española (memorias) ; seguido de La hora del odio : narración de la guerra española. Siviglia, Renacimiento